# Майский крюшон

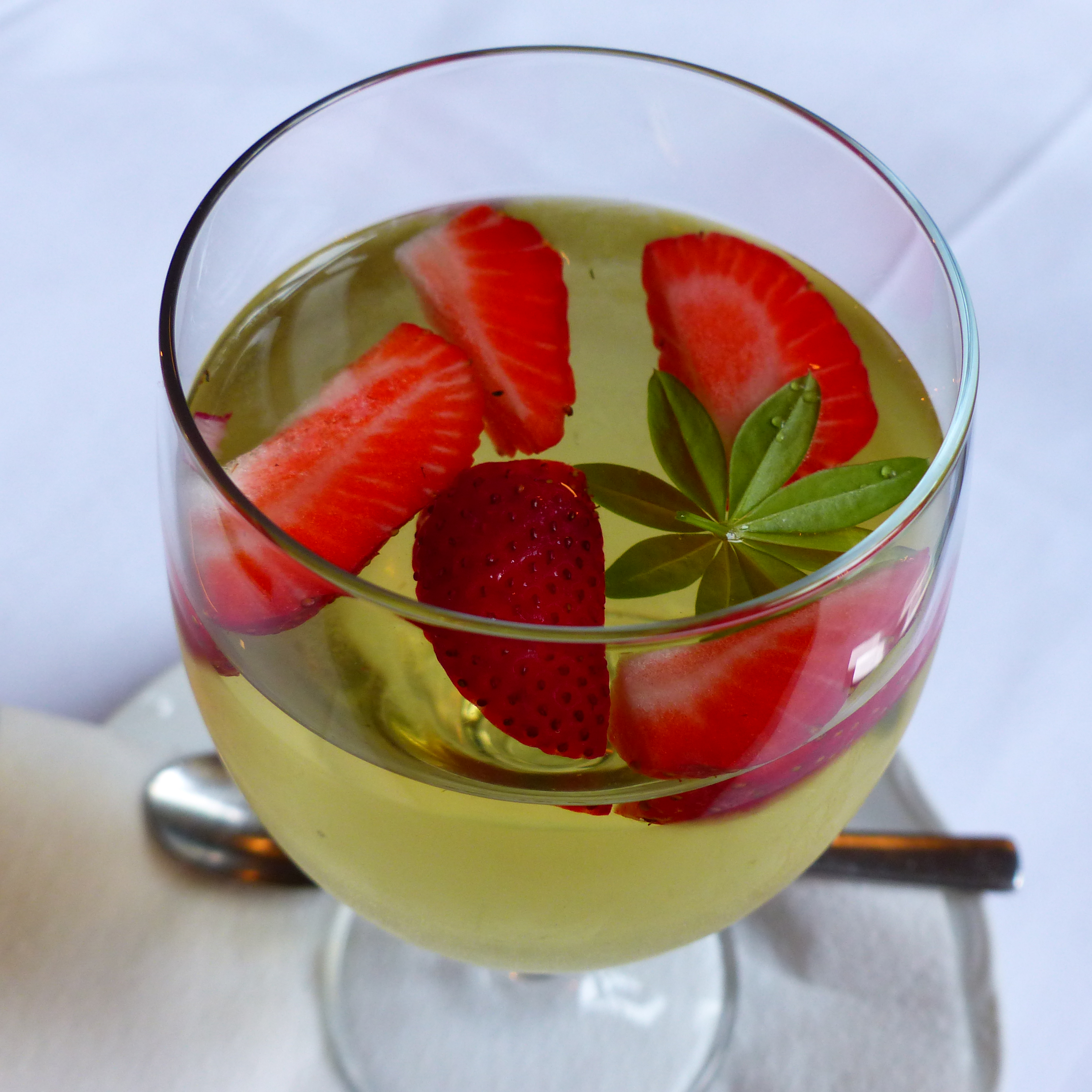
Майский крюшон с садовой земляникой

Майский крюшон (нем. Maibowle, также нем. Waldmeisterbowle — «крюшон с подмаренником», нем. Maiwein — «майское вино» или нем. Maitrank — «майский напиток») — немецкий алкогольный напиток из сухого белого вина и полусухого зекта с типичным интенсивным ароматом душистого подмаренника, который по-немецки называется «лесной чемпион». Аромат майскому крюшону обеспечивает кумарин, гликозиды которого содержатся в листьях подмаренника, и он особенно чувствуется в подвядших или сухих листьях растения.
Первое упоминание «майского вина» относится к 864 году и содержится в записях монаха-бенедиктинца Вандельберта из аббатства Прюм. В аббатстве «майское вино», в то время ещё с листьями чёрной смородины и собачьей мяты, считалось медицинским напитком для укрепления сердца и печени. Вкус и возбуждающее воздействие подмаренника были известны ещё викингам, которые ароматизировали им пиво.
Подмаренник на майский крюшон собирают до начала цветения, когда содержание кумарина ниже. На литр крюшона требуется 3—5 граммов свежего растения, неумеренное потребление или передозировка подмаренника может вызвать головную боль, тошноту и рвоту. Пучок подвядшего подмаренника опускают в белое вино и оставляют подвешенным в нём на полчаса так, чтобы горькие кончики стеблей оставались снаружи. Ароматизированное вино смешивают с зектом в пропорции 2:1, при необходимости подслащивают и охлаждают льдом. Вместо зекта используется также минеральная вода. Безалкогольный майский крюшон делают с яблочным соком с мятой и фруктами.